# Bateria Tarġa
Bateria Tarġa (malt. Batterija tat-Tarġa, ang. Tarġa Battery) – bateria artyleryjska na granicy St. Paul's Bay i Mosty na Malcie. Zbudowana przez Brytyjczyków w roku 1887 jako część Victoria Lines. Jest dziś w rękach Mosta Local Council, która planuje ją odnowić i otworzyć dla publiczności.

## Historia

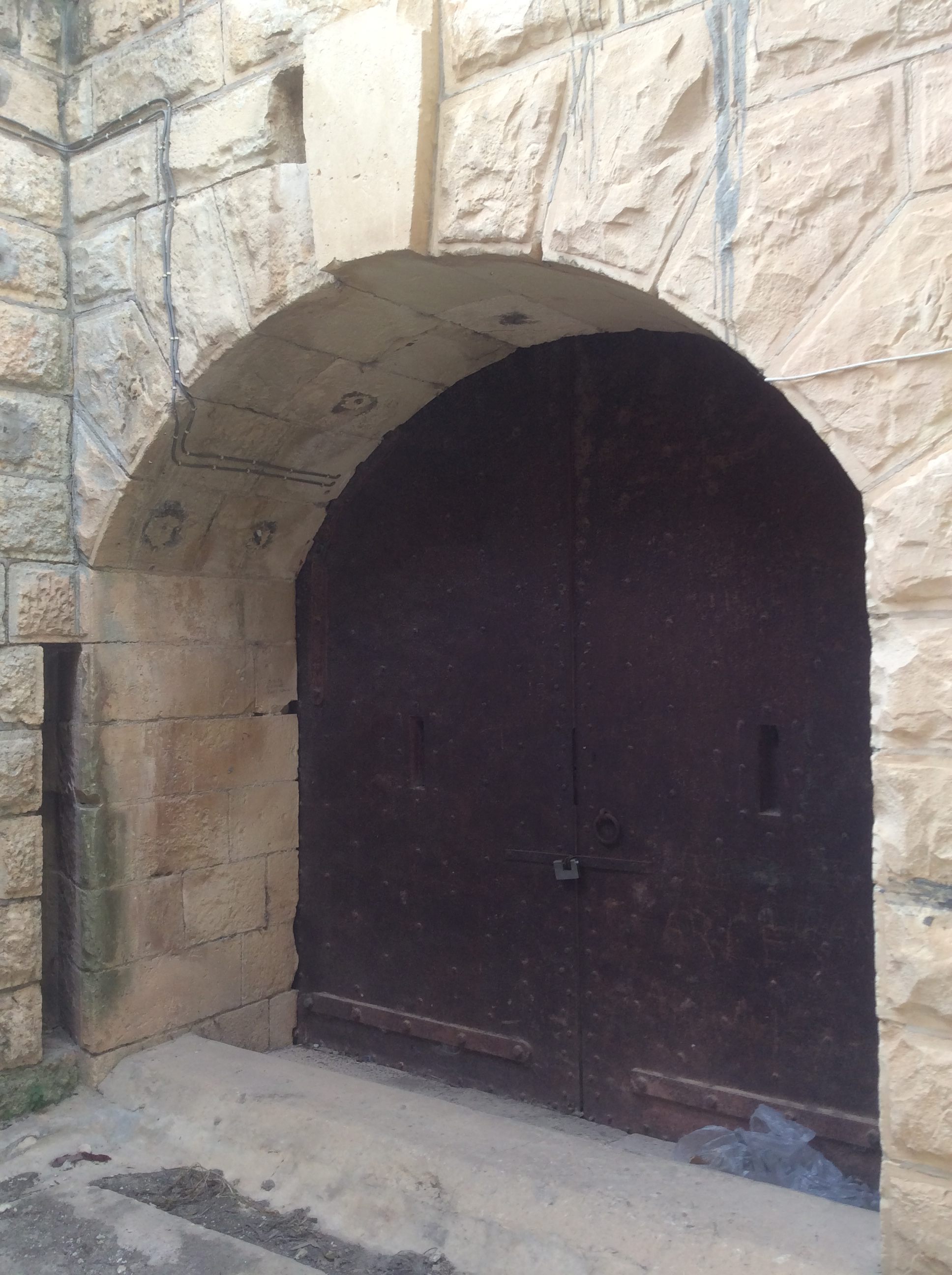
Główne wejście

Bateria Tarġa zbudowana została w roku 1887 jako część Frontu Północno-Zachodniego (North West Front), później przemianowanego na Victoria Lines, pomiędzy Dwejra Lines a Fortem Mosta. Miała ona osłaniać obniżenie skarpy linii obronnej w Tarġa Gap, oraz przewidziana była do obrony pobliskiego terenu przed działaniami wrogich baterii, które mogły być zbudowane na wzgórzu Bidnija Hill.

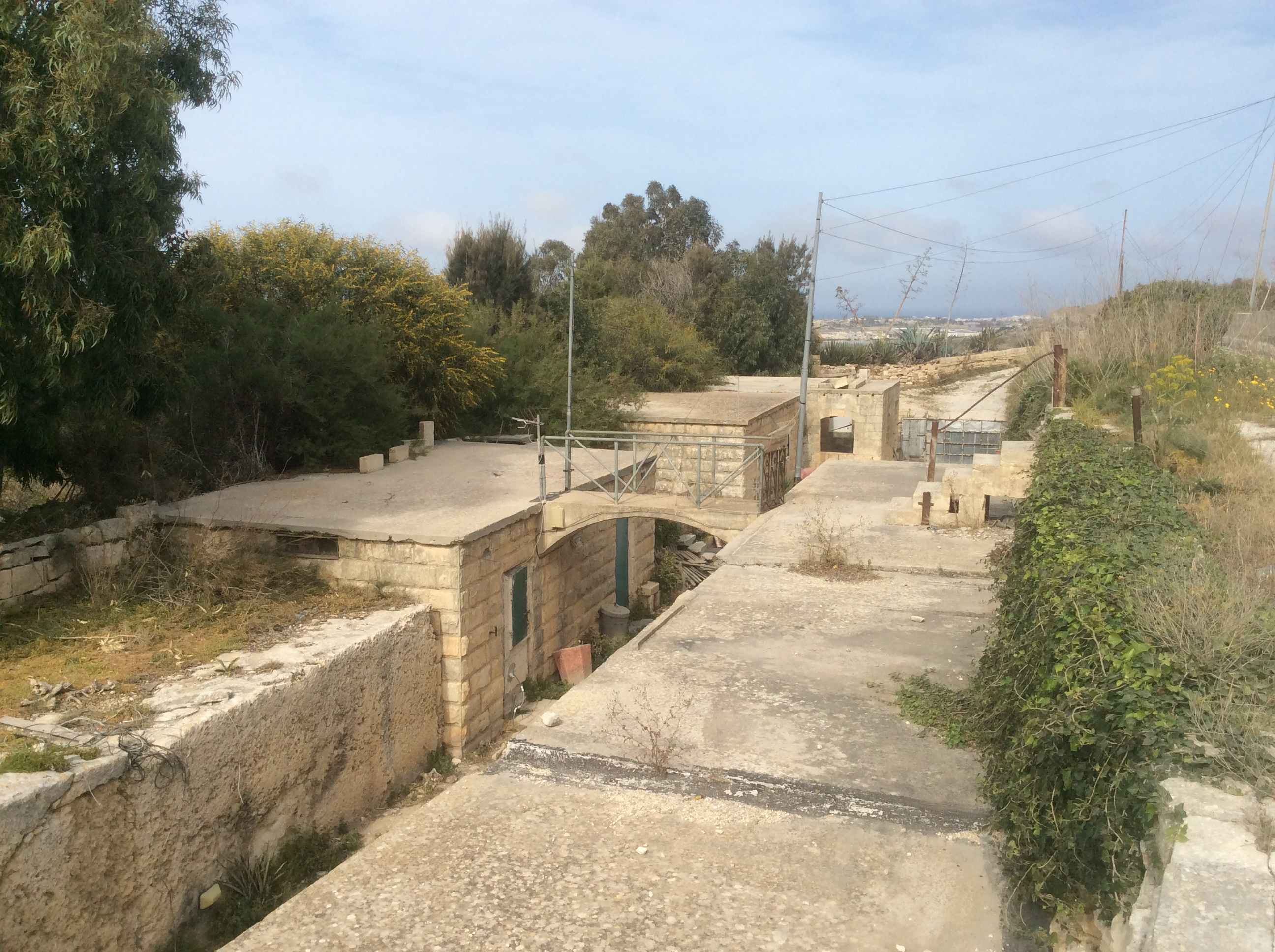
Bateria w kwietniu 2016

Fortyfikacja posiada pięciokątny kształt. W jej skład wchodzi kaponiera, podpiwniczone stanowiska działowe, skarpa oraz rów obronny. Na tyłach baterii zbudowano redutę dla piechoty. Pomiędzy ostatnią dekadą XIX wieku a pierwszą połową XX wieku poczynione zostały pewne unowocześnienia.
W roku 1888, kiedy bateria ciągle była w fazie budowy, jej wygląd był krytykowany przez szereg brytyjskich inżynierów. Mimo tego zdecydowano ją ukończyć, lecz nigdy nie została uzbrojona w planowane cztery działa RML 64-funtowe. Uznano, że Victoria Lines ma wątpliwą wartość obronną, i w roku 1907 wycofano całą, z wyjątkiem Fortu Madalena i Fortu Binġemma, linię fortyfikacji z użytkowania.
Zabudowania byłej baterii były później użytkowane jako magazyn lub składowisko. Zaraz po II wojnie światowej ćwiczyła tam, oraz posiadała swoje magazyny, formacja obrony cywilnej.

## Współcześnie
Ministerstwo (Land Ministry) przekazało baterię do Mosta Local Council, która w maju 2012 roku, razem z Mosta Scout Group, oczyściła teren. Rada mieszkańców planuje odnowić fortyfikację i udostępnić ją publiczności.

### Bateria

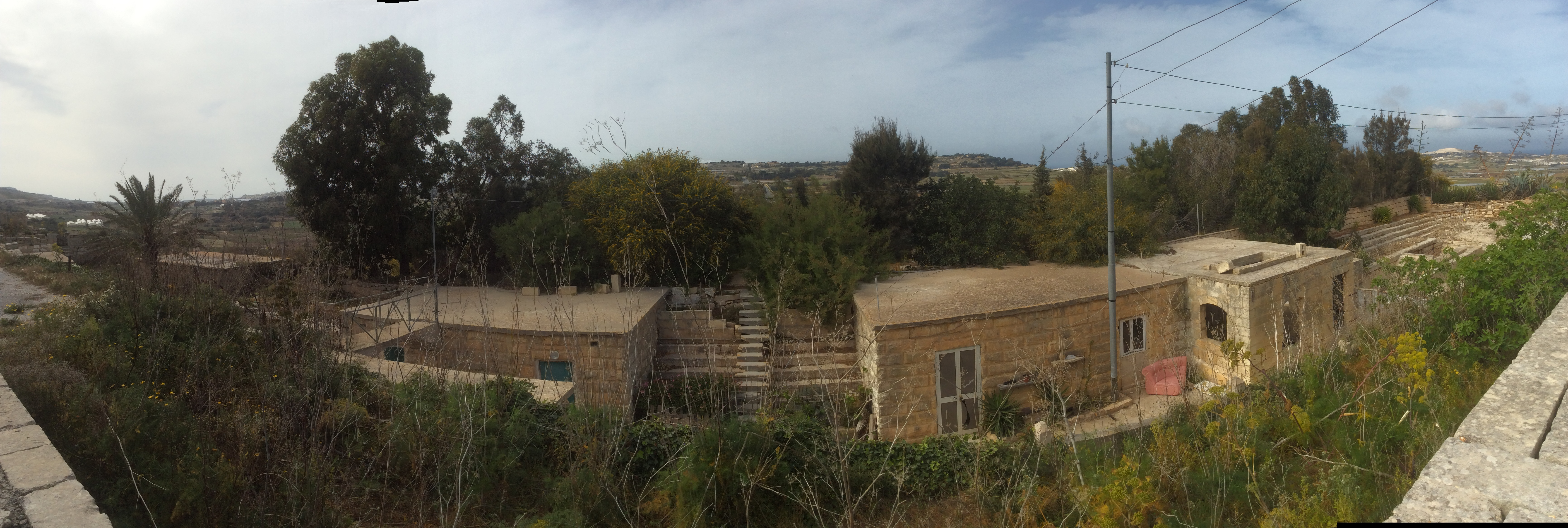
Panorama baterii